# Carnaval do Brasil
Carnaval do Brasil é a maior festa popular do país que acontece durante os quatro dias que precedem a quarta-feira de cinzas (início da Quaresma). É comumente referida pelos brasileiros como o "Maior Espetáculo na Terra".
A indústria do carnaval, o nome dado ao conjunto de atividade para produção de fantasias, adereços, e materiais para os carros alegóricos, movimentou cerca de 6,25 bilhões de reais e gerou mais de 20 mil empregos em 2018. Só as escolas de samba do grupo especial gastam cerca de 100 milhões de reais em matéria-prima — sem contar salários e serviços — para pôr seu enredo na avenida.

## História

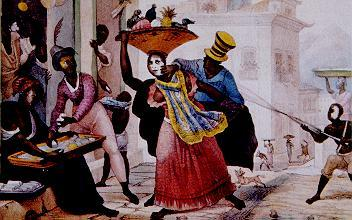
O carnaval remonta à tradição luso-católica e foi arrebatado pelos afro-brasileiros no século XIX. Litografia de Jean Baptiste Debret por volta de 1826.

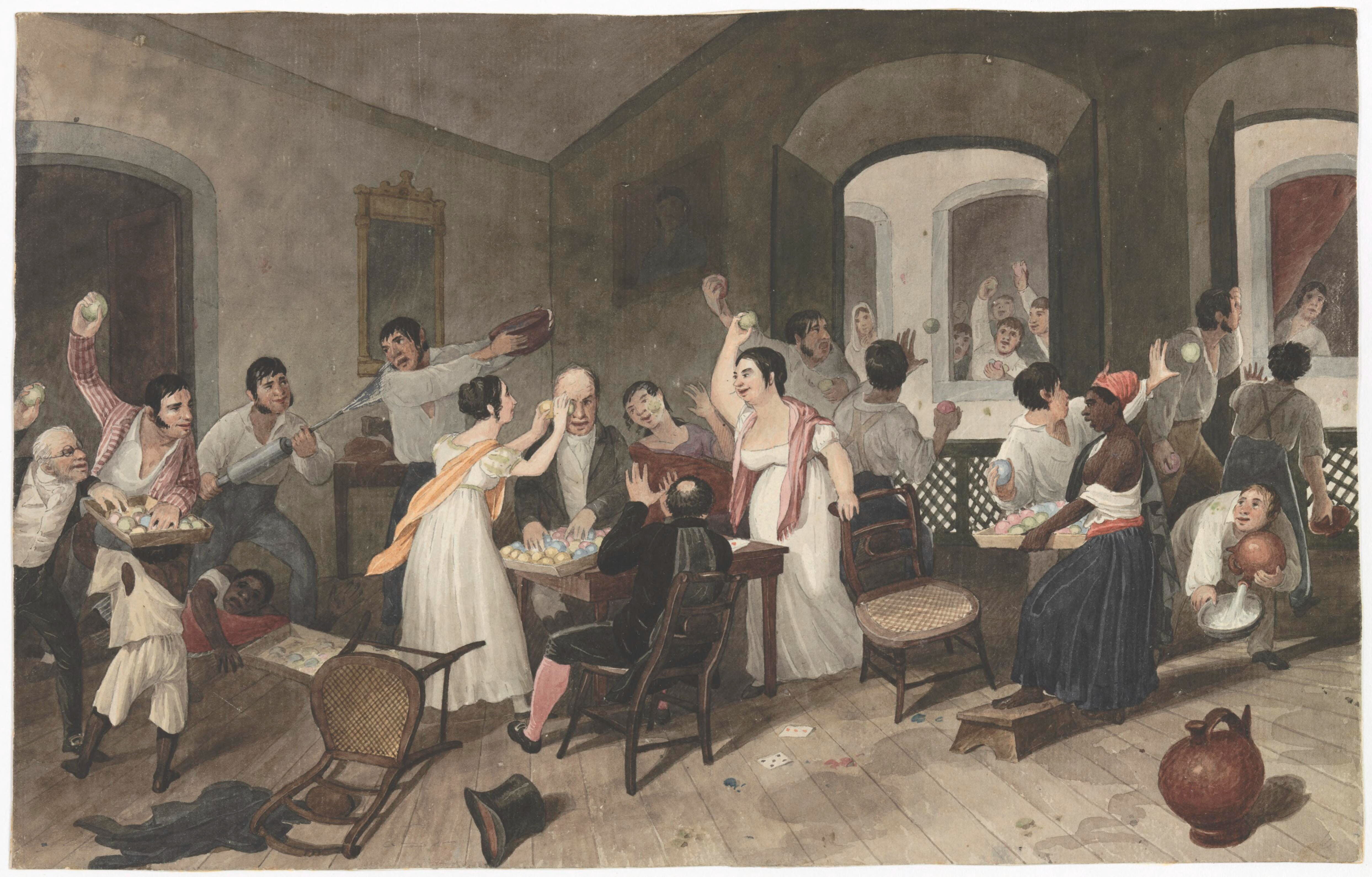
Jogos durante o entrudo no Rio de Janeiro, aquarela de Augustus Earle, c. 1822

No Brasil, a origem do carnaval remonta ao século XVI, com a chegada dos primeiros portugueses introduzindo o entrudo no país, um antigo folguedo lusitano realizado nos três dias que antecedem a entrada da Quaresma. O primeiro registro do entrudo no Brasil, ocorre no ano de 1533 com a chegada dos primeiros colonos portugueses à Capitania de Pernambuco, no Brasil Colônia. Na Bahia, a primeira menção de uma festividade com características carnavalescas, data do século XVI. Em 1560, há registros de uma celebração popular nas ruas de Salvador, envolvendo figuras como "Momos e touros", elementos típicos de festas europeias da época. Mas é em 1884 que o carnaval da cidade começou a se consolidar com desfiles organizados e participação popular intensa. A partir de 1895, surgem também os afoxés, grupos de origem afro-brasileira ligados ao candomblé, que introduzem ritmos, cantos e simbolismos religiosos no carnaval baiano.  No Rio de Janeiro, o entrudo é mencionado no início do século XVII. Por volta de 1600, registros indicam que a população local já praticava o entrudo. A festa da aclamação de D. João, em 1641, promovida pelo governador Martim Correia de Sá, no Rio de Janeiro, também é considerada uma precursora do carnaval brasileiro. No Rio de Janeiro, tanto as pessoas escravizadas quanto as famílias de origem europeia participavam do entrudo. Os "limões de cheiro", bolas de cera que levavam em seu interior água e, em alguns casos, urina, eram arremessadas das janelas nos passantes. A partir de 1846, o carnaval no Rio de Janeiro começa a se transformar: surgem os primeiros bailes de máscaras e, posteriormente, os primeiros blocos carnavalescos organizados, que posteriormente viria influenciar todo o carnaval do Brasil.
Em Pernambuco, trabalhadores das Companhias de Carregadores de Açúcar e das Companhias de Carregadores de Mercadorias se reuniam para a Festa de Reis, formando cortejos carregando caixões de madeira e improvisando cantigas em ritmo de marcha. Em finais do século XVIII já era praticado por todo o território. Muitos consideravam o entrudo uma festa suja e violenta, embora a maioria dos senhores liberasse as pessoas escravizadas para a folia. Com a mudança da corte portuguesa para o Rio de Janeiro, em 1808, surgiram as primeiras tentativas de civilizar a festa carnavalesca brasileira, através da importação dos bailes e dos passeios mascarados parisienses, colocando o Entrudo Popular sob forte controle policial.
A partir do ano de 1830, uma série de proibições vai se suceder na tentativa, sempre infrutífera, de acabar com a festa grosseira. O primeiro baile carnavalesco no Brasil ocorreu em 1840 e, desde então, começaram a se formar os blocos e cordões. Em 1846, surgiu, no Rio de Janeiro, o grupo Zé Pereira. Até então, as festividades aconteciam ao som de músicas europeias. No entanto, em 1899, a compositora Chiquinha Gonzaga escreveu a primeira marchinha de Carnaval: a música "Ó Abre Alas", feita especialmente para o cordão Rosa de Ouro. A primeira escola de samba do Brasil, criada no Rio de Janeiro, em 1929, chamava-se "Deixa Falar". A partir da década de 1970, no Rio de Janeiro e em São Paulo, a folia perdeu força e foram criados os sambódromos, onde atualmente as escolas de samba desfilam.

## Por região

### Sudeste

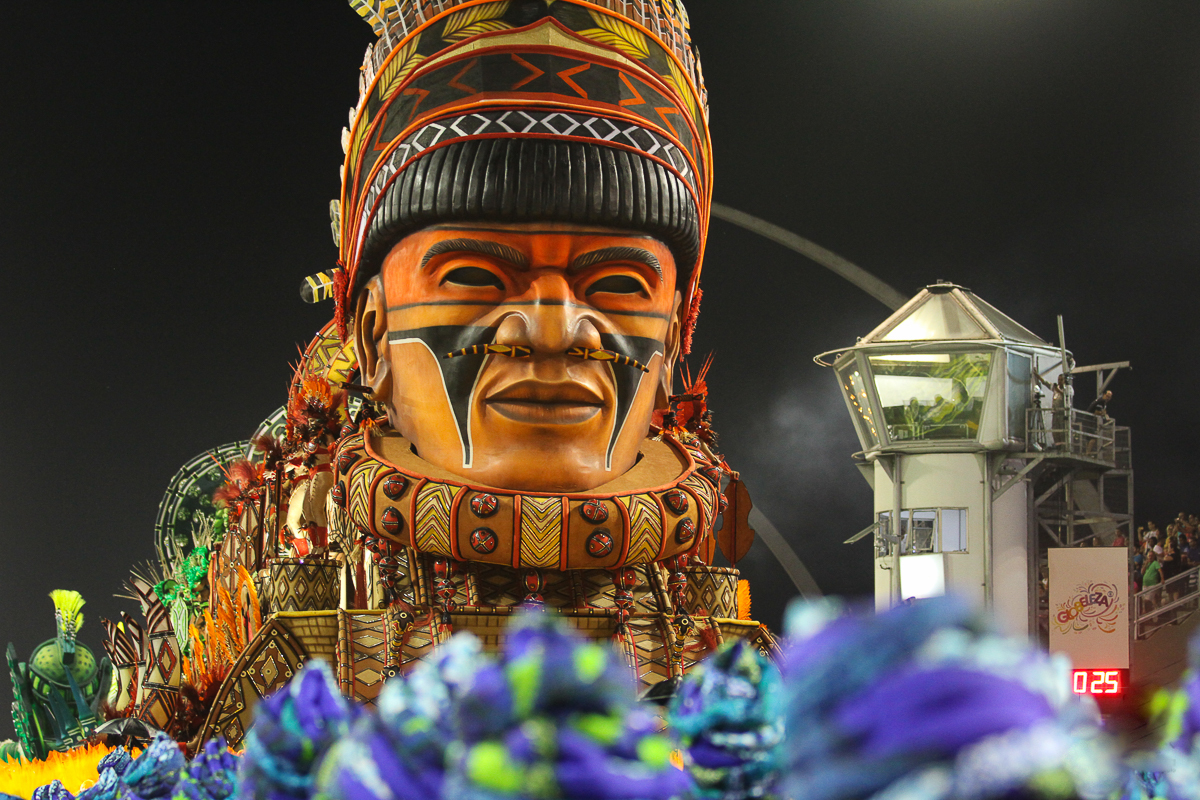
Carro alegórico no Carnaval de São Paulo de 2018.

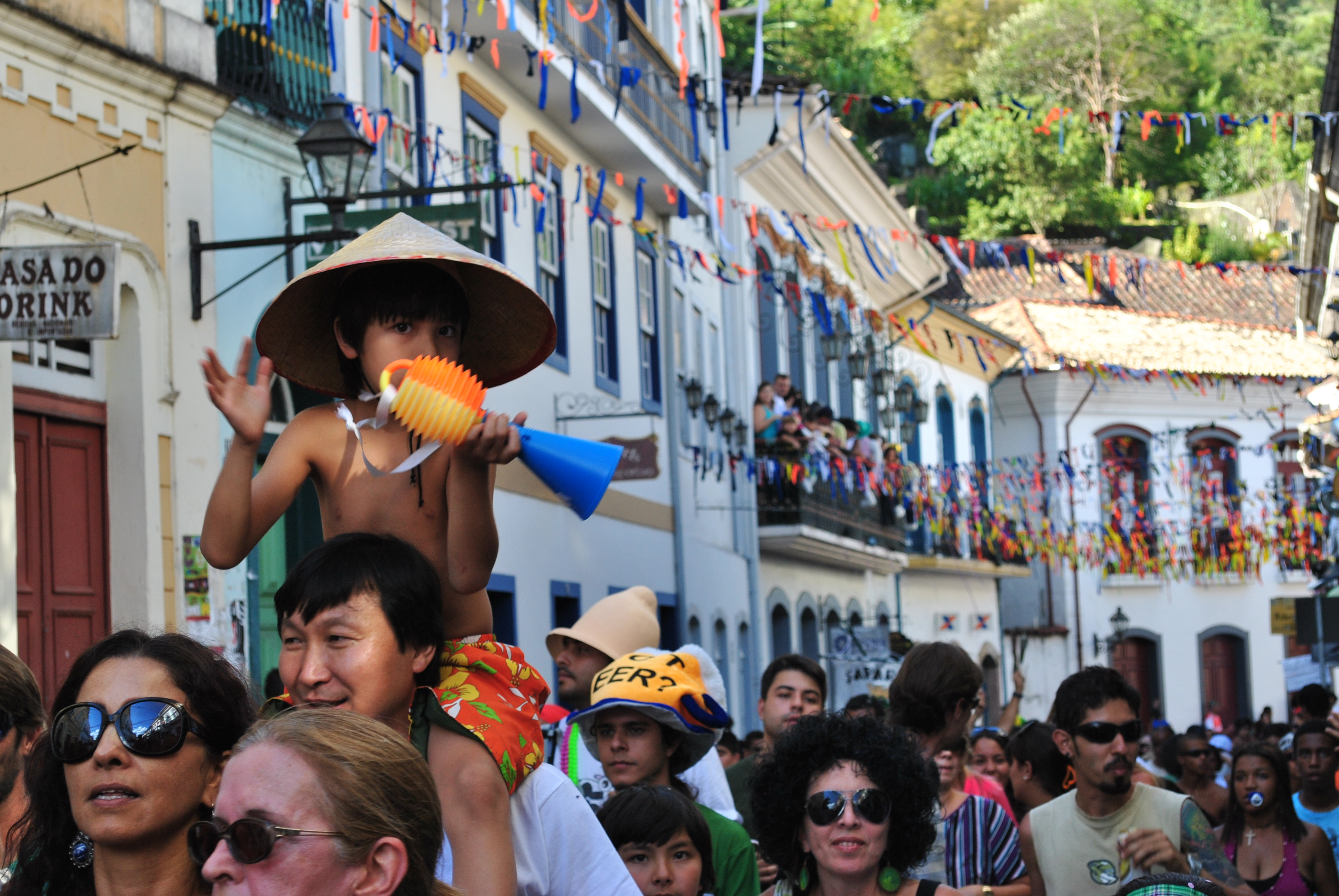
Carnaval de Ouro Preto, Minas Gerais, em 2010.

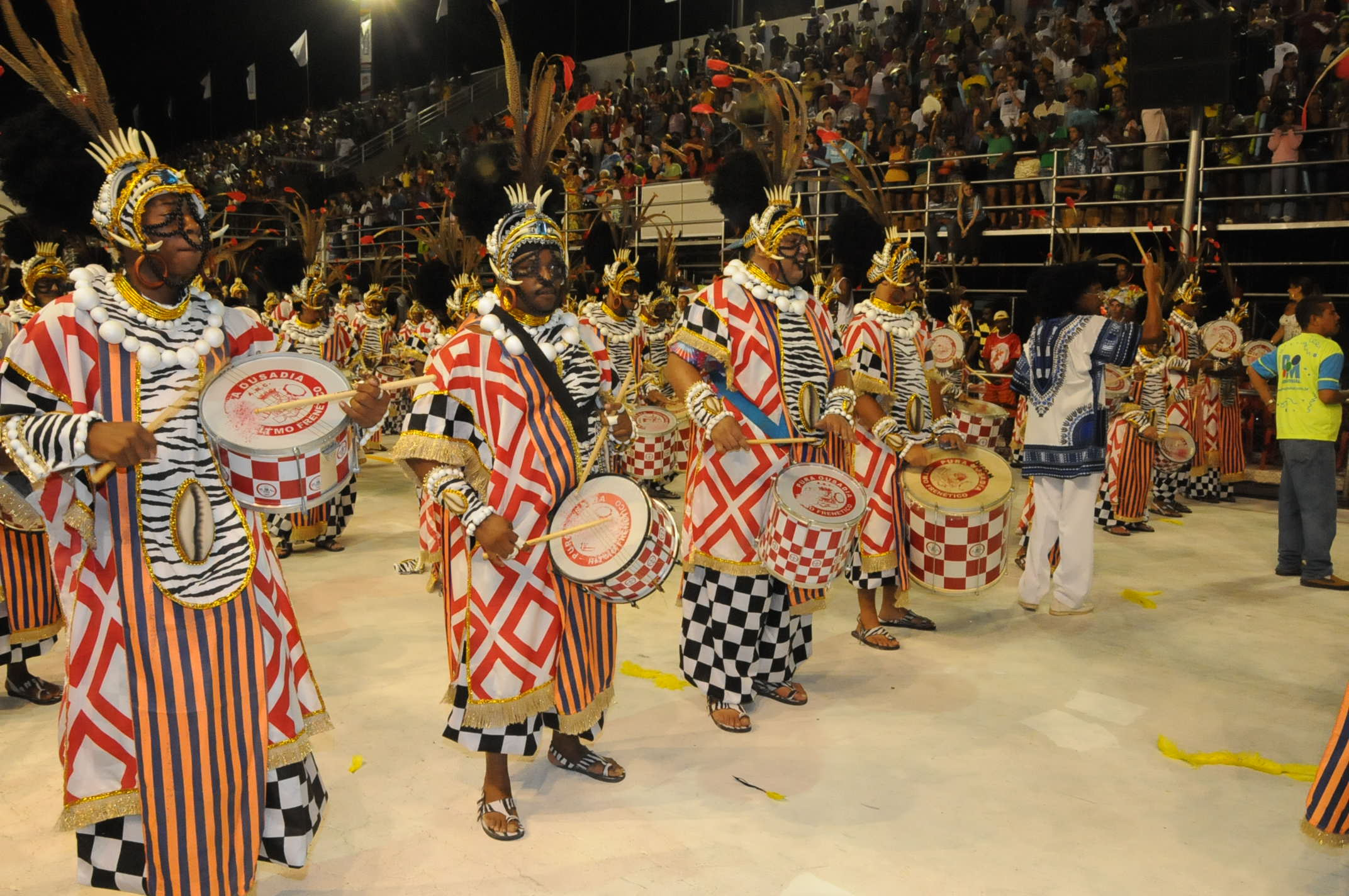
Carnaval de Vitória em 2009

O carnaval de rua do Rio de Janeiro é designado pela Guinness World Records como o maior carnaval do mundo, com aproximadamente dois milhões de pessoas por dia. As escolas de samba são grandes entidades sociais com milhares de membros, e desfilam no Sambódromo da Marquês de Sapucaí. Algumas das mais famosas incluem Portela, Estação Primeira de Mangueira, Acadêmicos do Salgueiro, Beija-Flor de Nilópolis, Mocidade Independente de Padre Miguel, Imperatriz Leopoldinense, Unidos de Vila Isabel e, recentemente, Unidos da Tijuca, Acadêmicos do Grande Rio e União da Ilha do Governador. Os turistas locais pagam 500-950 dólares, dependendo do traje, para comprar um traje de samba e dançar no desfile. Cerca de 30 escolas no Rio reúnem centenas de milhares de participantes. Os blocos de carnaval são pequenos grupos informais com um tema definido em seu samba, geralmente satirizando a situação política. Mais de 440 blocos operam no Rio. Bandas são bandas musicais de samba, também chamadas de "bandas de carnaval de rua", geralmente formadas dentro de um único bairro ou fundo musical. A cadeia da indústria de Carnaval acumulou em 2012 quase 1 bilhão de dólares em receita.
O Carnaval de São Paulo é composto pelo desfile das escolas de samba no sambódromo do Anhembi, bailes em clubes e blocos de rua. Atualmente, é considerado um dos maiores e mais importantes eventos populares do Brasil. As comemorações carnavalescas e o próprio samba diferiam um pouco da cidade do Rio de Janeiro para a cidade de São Paulo, exceto por uma nítida diferença de andamento da cadência do som, ou seja, a grosso modo, de velocidade, de tempo da música. O sambista paulista, acostumado à árdua vida nas lavouras de café e migrando para a cidade para realizar o trabalho operário, fazia o que Plínio Marcos denominou de "samba de trabalho, durão, puxado para o batuque", contrastando com o lirismo e a cadência do samba carioca. Além disso, o samba paulistano era decisivamente influenciado por outros ritmos fortemente percussivo. Data dessa época o início da relação entre o Carnaval e o direito: a repressão policial sofrida pelos sambistas, feita de forma dura e sem critério. Os sambistas, não só no Carnaval, mas durante todo o ano, eram vistos como marginais e duramente perseguidos pelas autoridades. Em 1933, foi instituída a Taça Arthur Friendenreich pela Frente Negra Brasileira, com o objetivo de valorizar as agremiações de raiz africana, que era relacionada principalmente com as características rítmico-musicais e coreografias do samba, que até então eram excluídas dos certames oficiais. Dela participaram o Cordão da Barra Funda, Bloco do Boi, Cordão das Bahianas e Bloco da Mocidade. Graças à influência da Rádio Nacional, que começara a transmitir os desfiles carnavalescos do Rio, nasce a Primeira de São Paulo, no ano de 1935, considerada a primeira escola de samba da capital paulista. Nesse ano, agremiações de cunho mais popular foram incluídas no Carnaval oficial da Prefeitura de São Paulo, que passou a oferecer local, arquibancadas, infraestrutura, além de apoiar e oficializar campeonatos através do Conselho dos Festejos Populares, Recreações e Divertimentos da Cidade, ou das federações. Nessa época, não havia ainda uma diferenciação clara em São Paulo entre cordões, blocos e escola de samba, que desfilavam competindo.
O Carnaval de Belo Horizonte acontece desde em 1897, antes mesmo da inauguração da cidade. A folia na capital mineira ficou mais organizada nos anos seguintes, com a criação de grandes sociedades carnavalescas, a exemplo do que era feito no Rio de Janeiro. O primeiro grupo de carnaval de Belo Horizonte chamava-se Club Demônios de Luneta, de 1899. Nos anos seguintes, também ficaram famosos os corsos carnavalescos. Nos anos 1950 e 1960, os jornais concorrentes Estado de Minas e Folha de Minas promoviam desfiles para disputar quem fazia a melhor festa. Em 2017, Belo Horizonte teve o maior carnaval da sua história e terceiro maior do Brasil.
O Carnaval de Vitória, cujos desfiles ocorrem no Sambão do Povo, é realizado antes do Carnaval oficial - isto é, do feriado - e ganhou projeção ao ser transmitido pela Rede Bandeirantes, de 2013 a 2015.

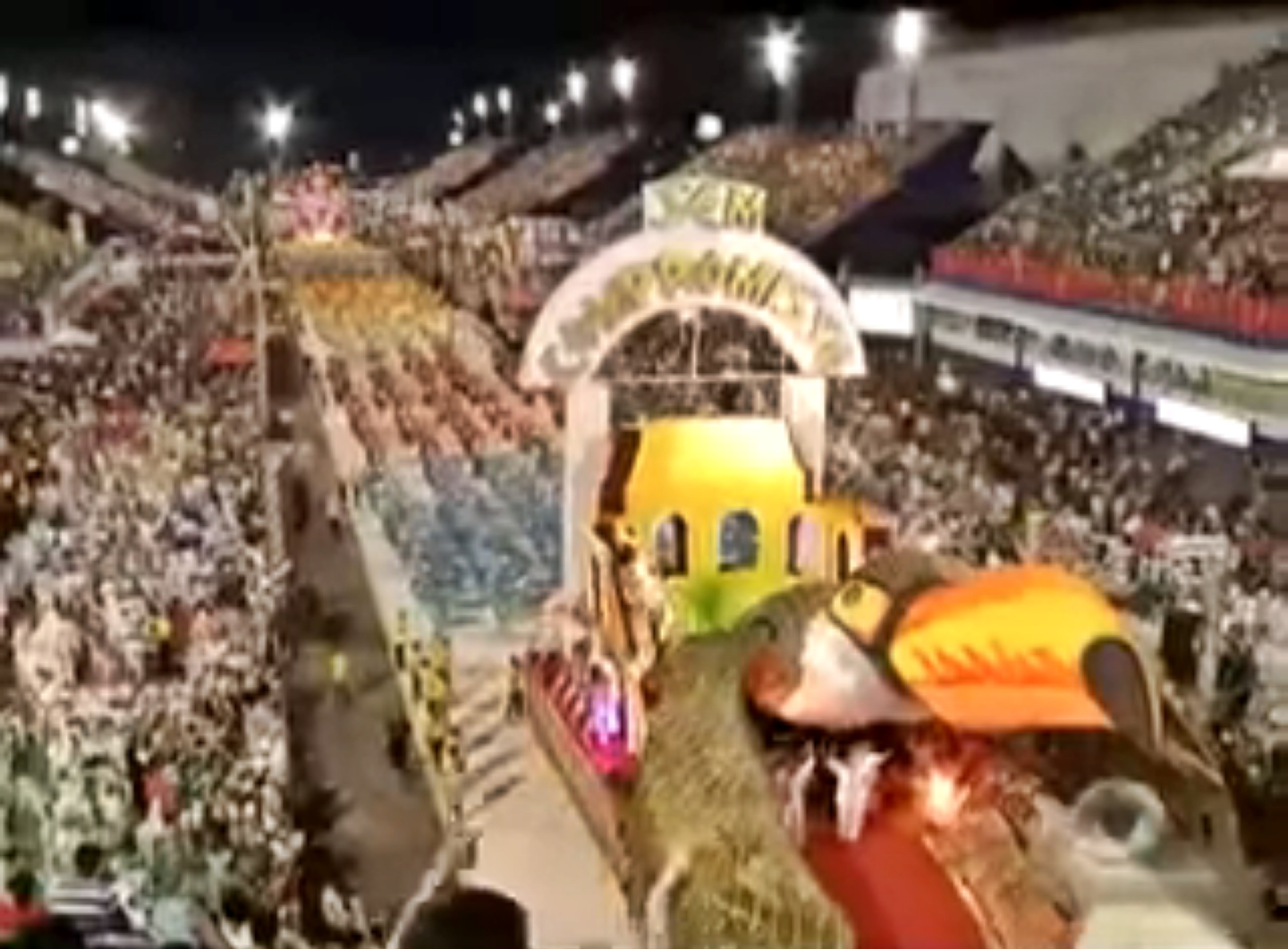
Carro alegórico no Carnaval de Manaus de 2015.

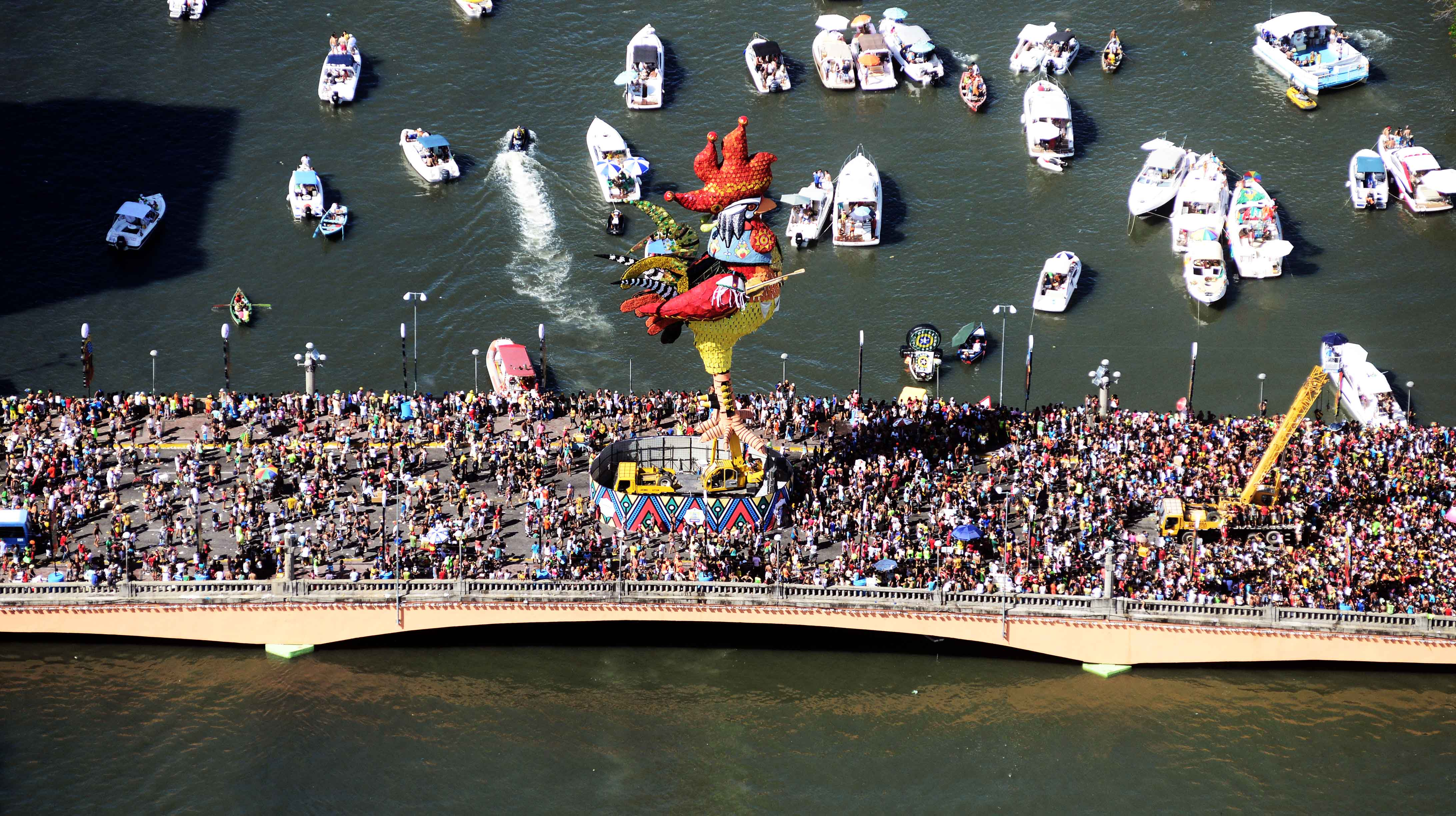
Galo da Madrugada no Carnaval Recife–Olinda de 2013.

### Norte e Nordeste
O Carnaval de Manaus reúne uma série de atrações, a principal delas é o tradicional desfile de escolas de samba que acontece todos os anos no sambódromo, o maior em capacidade do país, comportando mais de 100 mil pessoas. O desfile é considerado o terceiro maior do Brasil e chegou a ser transmitido em rede nacional pela extinta TV Manchete em 1994.
O Carnaval Recife–Olinda é marcado pelo desfile do maior bloco de carnaval do mundo, o Galo da Madrugada. Este desfile acontece no primeiro sábado do Carnaval (sábado de Zé Pereira), passa pelo centro da cidade de Recife e tem, como símbolo, um galo gigante posicionado na Ponte Duarte Coelho. Neste bloco, há uma grande variedade de ritmos musicais, mas o mais presente é Frevo (ritmo característico de Recife e Olinda que foi declarado Património Imaterial da Humanidade pela Unesco). Em 1995, o Guinness Book declarou o Galo da Madrugada como o maior bloco de carnaval do mundo.
O Carnaval de Salvador tem grandes celebrações carnavalescas, incluindo o axé, uma música típica do estado da Bahia. Um caminhão com alto-falantes gigantes e uma plataforma, onde os músicos tocam canções de gêneros locais como axé, samba-reggae e arrocha, percorre a cidade com uma multidão seguindo enquanto dançam e cantam. Três circuitos compõem o festival. Campo Grande é o mais longo e tradicional. Barra-Ondina é o mais famoso, à beira-mar da Praia da Barra e Praia Ondina e Pelourinho.

## Corte real
Corte real carnavalesca é o nome dado ao cortejo do carnaval, composto pelo Rei Momo, rainha e princesas do carnaval. sendo realizados em todo o Brasil, de formas diferentes, sendo organizados em concurso, por ligas de carnaval e instituições públicas, ligadas ao turismo, como a Riotur.

### Rei Momo

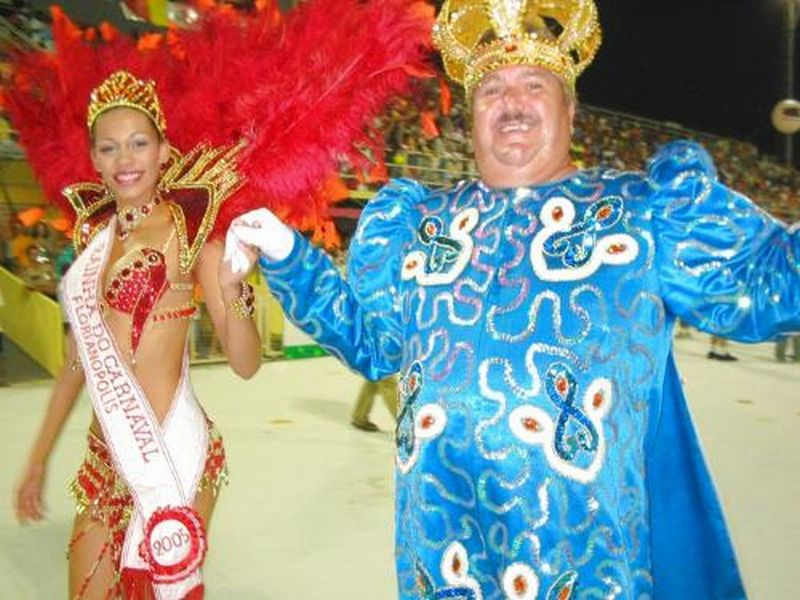
Rei Momo do Carnaval de Florianópolis de 2005.

O Rei Momo é considerado o dono do Carnaval, quem comanda a folia, possuindo uma personalidade zombeteira, delirante e sarcástica. Vindo da mitologia grega, é filho do sono e da noite, sendo expulso do Olimpo porque tinha como diversão ridicularizar as outras divindades. Foi escolhido para decidir qual deus, entre Zeus, Atena e Poseidon poderia fazer algo bom. Mas botou defeito em todas as criações.
Hoje existe concurso para a escolha do Rei Momo em várias cidades do Brasil, sendo o mais noticiado o do Carnaval do Rio de Janeiro. Para ser rei-momo é preciso ser muito simpático e esbanjar alegria, além de pesar no mínimo 120 quilos. Esta última exigência vem sendo abandonada nos últimos anos, considerando-se os problemas de saúde causados pela obesidade, sendo que em 2004, um candidato magro acabou eleito como rei-momo, devido à mudança do peso pelos organizadores.

### Rainha e princesas
Rainha e princesas são o trio de beldades que compõe o cortejo real e, ao lado do Rei Momo, abre as festividades carnavalescas. Após o reinado, muitas delas se tornam rainhas ou madrinhas de bateria, embora haja casos de rainhas ou madrinhas de bateria que se tornaram rainhas e princesas do carnaval.

## Na cultura popular

### Cinema
- Orfeu Negro, de Marcel Camus (1958), transpõe o mito grego de Eurídice para o carnaval do Rio de Janeiro. [30]
- Apaixonados: O Filme, de Paulo Fontenelle, (2016) conta a história de três casais que conhecem durante o carnaval do Rio de Janeiro. [31]
- Orfeu, de Cacá Diegues, (1999) também transpõe o mito grego de Eurídice para o carnaval do Rio de Janeiro.[32]
- Jonas (2016), de Lô Politi, conta a história de um rapaz que sequestra a filha da patroa da sua mãe, por quem sempre foi apaixonado, e a mantém refém dentro de um carro alegórico em forma de baleia, em São Paulo.[33]

### Literatura
- O romance A Moreninha, de Joaquim Manuel de Macedo, (1844) conta um namoro no meio do carnaval, na Ilha de Paquetá. [34]
- O cortiço, de Aluísio Azevedo, retrata o carnaval do Rio de Janeiro no século XIX. [35]
- A coletânea Carnaval, de Manuel Bandeira (1919) reúne poemas sobre o tema.[36]
- O primeiro romance de Jorge Amado, O País do Carnaval (1931), conta a história de um brasileiro com formação intelectual europeia que rejeita a cultura do carnaval. [36]
- Dona Flor e Seus Dois Maridos, de Jorge Amado (1966), começa em pleno carnaval em Salvador da Bahia.[36]
- O enredo do romance O Grande Dia, do escritor suíço Pierre Cormon (2024), gira em torno de um desfile da imaginária escola de samba Unidos de Madureira.[37]